# Maria Koczerska
Maria Jadwiga Koczerska (ur. 6 października 1944 we Lwowie) – polska historyk, mediewistka, badaczka dziejów Kościoła katolickiego w średniowieczu i specjalistka w zakresie nauk pomocniczych historii.

## Życiorys
Obroniła magisterium w 1967 na Uniwersytecie Warszawskim. W 1972 uzyskała stopień naukowy doktora, habilitowała się w 1980. W 2006 otrzymała tytuł profesora nauk humanistycznych. Od 1967 zawodowo związana z Instytutem Historycznym Uniwersytetu Warszawskiego – zaczynała jako asystent stażysta, dochodząc stopniowo do stanowiska profesora zwyczajnego. W latach 2008–2012 była dyrektorem IH UW, weszła w skład rady naukowej tej jednostki. Redaktor czasopisma „Archeion” w latach 1981–1984. Była współredaktorką czasopisma „Studia Źródłoznawcze” w latach 1998–2019. Publikowała artykuły m.in. w „Studiach Źródłoznawczych”, „Kwartalniku Historycznym” i „Przeglądzie Historycznym”.
Pełniła m.in. funkcję sekretarza naukowego Komitetu Nauk Historycznych Polskiej Akademii Nauk i członkini komitetu głównego Olimpiady Historycznej przy zarządzie głównym Polskiego Towarzystwa Historycznego. Należała do założycieli Polskiego Towarzystwa Heraldycznego, została też członkiem korespondentem, a w 2012 członkiem zwyczajnym Towarzystwa Naukowego Warszawskiego.
W 2010, za wybitne zasługi w pracy naukowo-badawczej i dydaktycznej, odznaczona Krzyżem Kawalerskim Orderu Odrodzenia Polski. W 2021 wyróżniona medalem „Lux et laus” przyznawanym przez Stały Komitet Mediewistów Polskich.

## Wybrane publikacje
- Rodzina szlachecka w Polsce późnośredniowiecznej, Warszawa: PWN 1975.
- Universitates studiorum saec[ulis] XVIII et XIX: ętudes pręsentęes par la Commission internationale pour l'histoire des Universitęs en 1977, sous la dir. de Aleksander Gieysztor, Maria Koczerska, Warszawa: Wydawnictwa Uniwersytetu Warszawskiego 1982.
- Zbigniew Oleśnicki i Kościół krakowski w czasach jego pontyfikatu 1423–1455, Warszawa: DiG 2004.
- Karolińscy pokutnicy i polskie średniowieczne czarownice: konfrontacja doktryny chrześcijańskiej z życiem społeczeństwa średniowiecznego (red.), Warszawa: DiG 2007.
- Historia na Uniwersytecie Warszawskim: materiały Konferencji Naukowej z okazji Jubileuszu 80-lecia Instytutu Historycznego Uniwersytetu Warszawskiego, Warszawa, 21 października 2010 r. (History at the University of Warsaw: materials from the scientific conference held to celebrate the 80th anniversary of the Institute of History at the University of Warsaw, October 21, 2010, Warsaw) (red.), Warszawa: Wydawnictwo Neriton 2012.
- Aleksander Gieysztor. Człowiek i dzieło (współredaktor z Piotrem Węcowskim), Warszawa: Wydawnictwa Uniwersytetu Warszawskiego 2016.